# Stolp
Stolp (narečno turn) je visoka zgradba, znatno višja, kot je široka, pogosto pomemben center. Stolpi, se razlikujejo od jamborov po tem, da niso pritrjeni z napenjalnimi žicami v tla, ampak so, podobno kot nebotičniki, samonosne konstrukcije.
Stolpi se ločijo od običajnih zgradb v tem, da niso zgrajeni namensko za bivanje, ampak  služijo tudi in predvsem drugim funkcijam. Glavni namen je uporaba njihove višine za različne funkcije, ki jim mora ustreči, vključno z: vidnostjo druge funkcije kot je primer stolpna ura ali kot del večje strukture ali naprave za opazovanje okolice v utrdbi ali gradu ali kot konstrukcijska značilnost in sestavni del mostu.
Stolpi so lahko samostojne strukture ali stojijo na vrhu druge velike strukture ali zgradbe.

## Etimologija
Stolp, praslovansko *stlъpъ, je sorodno z litv. stulpas 'podboj, drog, jambor, steber, podpornik' in latv. stulps 'steber, podboj, golenica, meča'. Baltoslovanska beseda je nastala iz praindoevropske *stl̥po-, izpeljanke iz baze *stelp-, ki je tvorjena iz korena *stel- v pomenu 'postaviti; steber, deblo'. 

## Zgodovina
Stolpe je človeštvo uporabljalo že v prazgodovini. Najstarejši znan je krožen kamnit stolp v obzidju neolitskega Jeriha (8000 pr. n. št.). Med prvimi stolpi so bili tudi zigurati, ki so obstajali v mezopotamski arhitekturi od 4. tisočletja pred našim štetjem. Najbolj znan zigurat je bil Veliki zigurat v Uru, zgrajen v 3. tisočletju pred našim štetjem in Etemenanki, eden od najbolj znanih primerov babilonske arhitekture. Slednji je bil zgrajen v Babilonu v 2. tisočletju pred našim štetjem in menijo, da je bil najvišji stolp antičnega sveta.
Nekateri izmed najzgodnejših ohranjenih primerov so koničasti kamniti stolpi na severnem Škotskem imenovani broch. Ti in drugi primeri iz feničanske in rimske kulture so poudarili uporabo stolpa v utrdbeni in nadzorni vlogi. Na primer, ime maroškega mesta Mogador, ustanovljenega v prvem tisočletju pred našim štetjem, izvira iz feničanske besede za opazovalni stolp (migdol). Rimljani so uporabljali osmerokotne stolpe, kot je v Dioklecijanovi palači na Hrvaškem in datira približno v leto 300 n. št., medtem ko imata Servijev zid (4. stoletje pred našim štetjem) in Avrelijanovo obzidje (3. stoletje) kvadratne stolpe. Kitajci so uporabljali stolpe kot sestavni del Kitajskega zidu že leta 210 pred našim štetjem, v času dinastije Čin. Stolpi so bili tudi pomemben element srednjeveških gradov.
Stolp (cerkveni zvonik) postane pomemben del krščanske arhitekture že zelo zgodaj, kasneje pa tudi srednjeveških gradov in drugih fortifikacij.
Nekateri znameniti stolpi so še Poševni stolp v Pisi, Italija, zgrajen med letoma 1173 do 1372 in Dva stolpa v Bologni, Italija, zgrajena med letoma 1109 do 1119. Himalajski stolpi so kamniti stolpi, ki so predvsem v Tibetu in so bili zgrajeni med 14. do 15. stoletjem.

## Mehanika
Do določene višine ima stolp lahko nosilno konstrukcijo z vzporednimi stranicami. Nad določeno višino je tlačna obremenitev materiala presežena, zato se stolp lahko poruši. Temu se lahko izognemo, če se konstrukcija stolpa proti vrhu zožuje.
Druga omejitev je, da upogibna struktura zahteva zadostno togost, da se prepreči rušenje pod obremenitvijo, zlasti tiste zaradi vetra. Več zelo visokih stolpov ima podporne strukture na obodu stavbe, kar močno poveča splošno togost.
Tretja omejitev je dinamična; stolp je podvržen različnim silam vetrov, vrtinčenju v zavetrju, potresnim sunkom, itd. Ti so pogosto v kombinaciji z enostavnimi vplivi in togostjo, zato so v nekaterih primerih uglašeni z maso blažilnikov za zmanjšanje tega gibanja. S spreminjanjem ali oženjem zunanje oblike stolpa z višino, se prepreči tresljaje zaradi vrtinčenja, ki se pojavlja vzdolž celotne stavbe.

## Funkcija
Čeprav ni pravilno, mnoge sodobne nebotičnike pogosto imenujejo stolpi (ker so ti razvrščeni med »stavbe«). V nekaterih državah visoke stanovanjske stavbe imenujejo stolpnica. V Združenih državah Amerike do World Trade Center v New Yorku imenovali »dvojčka«, podobno je s Petronasovim »dvojčkom« v Kuala Lumpurju.

### Strateška funkcija
Stolp je v zgodovini omogočil svojim uporabnikom prednost pri pregledu obrambnih položajev in omogočal boljši pogled na okolico, vključno z bojiščem. Stolpi so bili zgrajeni v obrambnih zidovih ali so jih pripeljali blizu cilja (oblegovalni stolp). Danes se za strateško rabo stolpi še vedno gradijo v zaporih, vojašnicah in obrambnih ogradah.

### Energetska funkcija
Če se za premikanje predmetov ali snovi navzdol uporablja gravitacija, je za to primeren stolp za shranjevanje predmetov ali tekočin kot silos ali vodni stolp. Za vrtanje v zemljo se uporablja vrtalni stolp. Smučarska skakalnica za potrebe naletne rampe uporablja stolp, če ni naravnega pobočja. Prav tako so stolpi potrebni pri vetrnih elektrarnah.

### Komunikacije
V zgodovini so za posredovanje informacij na večje razdalje uporabljali enostavne stolpe kot so svetilniki, zvoniki, stolpne ure, signalni stolpi in minareti. V zadnjih letih radijski, GSM in televizijski stolpi olajšajo brezžično komunikacijo. CN Tower v Torontu v Kanadi je bil zgrajen kot komunikacijski stolp, z zmožnostjo, da deluje kot oddajnik in repetitor. Njegova oblika nudi tudi funkcijo turistične atrakcije, vključno z opazovalnim krovom na 147 nadstropju, kar je najvišje na svetu.

### Podpora transportu
Stolpi se uporabljajo tudi kot konstrukcijski element pri mostovih (pilon) in lahko dosežejo višino nekaterih najvišjih zgradb. Njihova uporaba je najbolj razširjena pri visečih mostovih in  mostovih s poševnimi zategami. Uporaba pilona, preproste stolpne strukture je pomagala tudi za izgradnji železniških mostov, viaduktov in v pristaniščih.
Kontrolni stolpi se uporabljajo za večjo vidljivost in neposredno pomoč v letalskem prometu.

### Druge funkcije
- Za doseganje višine: lansirni stolp, servisni stolp, gradbeni oder, stolpni žerjav
- Za dostop do atmosferskih pogojev: vetrna turbina, meteorološki merilni stolp, stolp za teleskop, sončna elektrarna
- Za namestitev kablov visoke napetosti za distribucijo električne energije: stolp daljnovoda
- Za izkoriščanje temperaturne razlike v dolgih ceveh: hladilni stolp, dimnik
- Za zaščito pred izpostavljenostjo: Bren Tower, strelovodni stolp
- Za industrijsko proizvodnjo: balističen stolp
- V geodeziji: ogledni stolp
- Za spust predmetov: spustna cev, bombni stolp, potapljaška ploščad
- Za preizkus višine intenzivne aplikacije: stolp za testiranje dvigal
- Za imitacijo ali zagotavljanje višine za namene usposabljanja: požarni stolp, padalski stolp
- V umetnosti: Šuhovljev radijski stolp (radijski stolp Šuhova)
- Za rekreacijo: plezalni stolp
- za razgledovanje po okolici (razgledni stolp, npr. Eifflov stolp; glej tudi Seznam razglednih stolpov v Sloveniji)
- Kot simbol: Babilonski stolp, stolp XVI (Tarot karte), cerkveni zvonik

Izraz »stolp« se včasih uporablja tudi za protipožarno opremo kot je izjemno visoka lestev, namenjena za uporabo v gasilskih / reševalnih operacijah v visokih zgradbah.

## Galerija
- Sky Tower je stolp v Aucklandu, Nova Zelandija in je največja prostostoječa struktura na južni hemisferi
- Tipičen moderen vodni stolp (Carmel, Indiana, ZDA)
- Stolpi El Faro v Buenos Airesu, Argentina
- Zgodovinski Munttoren v Amsterdamu
- Stolp v Pelionu, 17. stoletje, Grčija
- TV stolp v Berlinu, Nemčija
- Sosrukov stolp v Nalčiku v Rusiji
- Ruski TV stolp v Penzi
- Hiperboloidna struktura – rešetkasta lupina - Šuhovljev radijski stolp v Moskvi, Rusija
- Ostanki srednjeveškega opazovalnega stolpa v Duisburgu
- Opazovalni stolp v zidu na Zahodnem bregu, Izrael
- Stolp mostu Slovaške narodne vstaje, Bratislava, Slovaška
- Stolp v Svanetiju
- Tipični stolpi v Dartlu, Tušetija, Gruzija
- Stolpi v Ingušetiji, Severni Kavkaz, Rusija